# Pan Aroma
Pan Aroma è una via lunga di arrampicata sportiva sulla Cima Ovest di Lavaredo aperta da Alexander Huber nel giugno 2007 e liberata dallo stesso a luglio.
È una delle vie lunghe d'arrampicata più difficili del mondo, con due tiri di grado 8b+ e 8c.

## La via

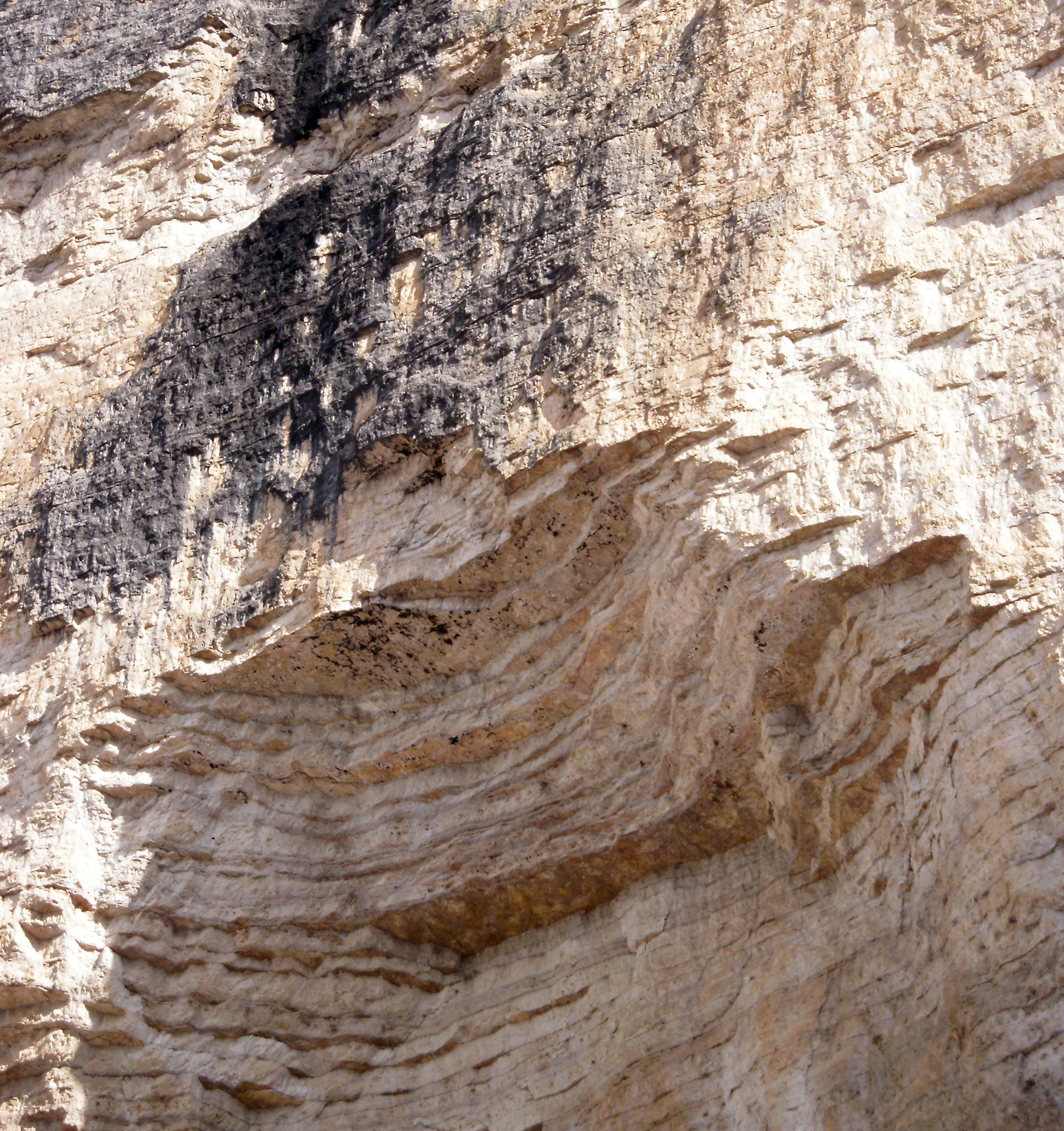
Particolare del grande tetto che viene superato da Pan Aroma in diagonale da sinistra verso destra nei due tiri di 8b+ e 8c

È stata aperta da Alexander Huber insieme a Martin Kopfsguter, Max Reichel e Franz Hinterbrandner. Fino al quinto tiro (7b) è in comune con la via Bellavista, poi la via affronta il tetto con una diagonale verso destra in due tiri di 8b+ (60 m, 7 spit) e 8c (20 m, 4 spit), invece Bellavista supera il tetto sulla sinistra con due tiri di 8c e 8a. Quindi la via esce in comune con la via Cassin.

## Salite
- Alexander Huber - giugno 2007 - Prima salita
- Alexander Huber - 26 luglio 2007 - Prima salita in libera[2]
- Hansjörg Auer - 30 giugno 2010 - Seconda salita[3]
- Helmut Kotter - 2010 - Terza salita[4]
- Iker Pou - 14 agosto 2010 - Quarta salita[5]
- Edu Marin - 13 luglio 2014
- Łukasz Dudek - 8 agosto 2020 - Solo salita [6]